# Buell Blast
La Buell Blast fue una motocicleta fabricada por la Buell Motorcycle Company desde el año 2000 hasta 2009.
La Blast fue concebida como una motocicleta enfocada a principiantes en el manejo de motocicletas y como un medio para atraerlos al manejo de las motocicletas Harley Davidson, que por su gran peso, precio y potencia son consideradas de dificultad para motociclistas principiantes.  Por lo mismo su diseño se centró en el bajo costo, bajo mantenimiento y facilidad de conducción. Para simplificar el mantenimiento, la transmisión final era a banda autoajustable, tenía buzos hidráulicos para las válvulas del motor y el carburador tenía ahogador automático. El diseño del motor fue tomado del motor de la Harley Evolution Sportster con el cilindro trasero eliminado. Las partes de plástico fueron hechas de Surlyn, una sustancia usada para hacer recubrimientos de bolas de golf, para proteger la superficie de la blast en caso de caída o golpe, y el color está integrado en la misma sustancia, por lo que no es necesario de pintar.
La blast fue usada en el curso de manejo de motocicletas de la Harley-Davidson: "Harley-Davidson's Rider's Edge New Rider program", un curso de manejo de motocicletas similar al dado por la Motorcycle Safety Foundation el  "Basic RiderCourse".
En julio de 2009, antes de que cesara toda la producción de motocicletas Blast de la Buell, Erik Buell promovió una campaña publicitaria donde afirmó que  la Buell Blast iba a dejar de formar parte de su línea de motocicletas, en el anuncio una Buell Blast era destruida en un compactador de metales (automóviles y chatarra) causando mucha polémica.
Para el 2010, una cantidad limitada de cubos de Blast, fue ofrecida a la venta por pedido. Estuvieron disponibles en los colores Battle Blue (Azul batalla), Midnight Black (Negro noche), y Sunfire Yellow (Amarillo fuego solar), y fueron firmadas y numeradas individualmente por Erik Buell.